# 九州厚生局
九州厚生局（きゅうしゅうこうせいきょく）は、福岡県福岡市にある厚生労働省の地方支分部局。九州地方（福岡県、佐賀県、長崎県、熊本県、大分県、宮崎県、鹿児島県、沖縄県）を管轄している。また同麻薬取締部には大規模港湾施設である北九州港を背後に抱えている為、別途北九州市に分室（名称は小倉分室）を設けている。神戸分室（神戸港）、横浜分室（横浜港）も同様。沖縄には沖縄麻薬取締支所が存在する。

## 組織
- 総務管理官
  - 総務課
  - 企画調整課
  - 年金指導課
  - 年金調整課
- 健康福祉部
  - 健康福祉課
  - 医事課
  - 食品衛生課
  - 保険年金課
- 指導総括管理官 
  - 管理課
  - 医療課
  - 福祉指導課
  - 指導監査課（福岡県を管轄）
  - 各県事務所（福岡県を除く）
- 沖縄分室
- 麻薬取締部
  - 調査総務課
  - 捜査第一課
  - 捜査第二課
  - 特別捜査課
  - 鑑定課
  - 情報課
  - 小倉分室
- 沖縄麻薬取締支所
  - 捜査課
  - 情報官
  - 鑑定官
- 社会保険審査官